# Вилађо Санта Лучија
Вилађо Санта Лучија је насеље у Италији у округу Сиракуза, региону Сицилија.
Према процени из 2011. у насељу је живело 206 становника. Насеље се налази на надморској висини од 140 м.